# Mackenzie (Columbia Británica)
Mackenzie es un municipio distrital canadiense situado en la provincia de Columbia Británica.

## Superficie
Mackenzie tiene una superficie de 154,19 km².

## Demografía
En 2021, tenía 3281 habitantes, una densidad poblacional de 21,3 hab./km², y 1837 viviendas.